# Villa Viña de Cristo
La Villa Viña de Cristo es un inmueble ubicado en la avenida Copayapu, en la ciudad de Copiapó, Chile. Fue edificada en 1860 como residencia del empresario minero Apolinario Soto, y fue declarado monumento nacional de Chile, en la categoría de monumento histórico, mediante el Decreto Supremo n.º 7817, del 29 de octubre de 1981.

## Historia
A comienzos del siglo XIX, Copiapó era el centro urbano situado más al Norte del territorio nacional, a las puertas del Despoblado de Atacama que separaba a nuestro país con Bolivia 
En 1832, la zona cobró gran atractivo gracias al descubrimiento del mineral de Chañarcillo, lo que provocó una creciente migración poblacional desde otros puntos del país, así como también de productos y capitales. El hallazgo de nuevos yacimientos de plata y cobre en la zona, convirtió a Copiapó en el enclave minero más importante de la época. 

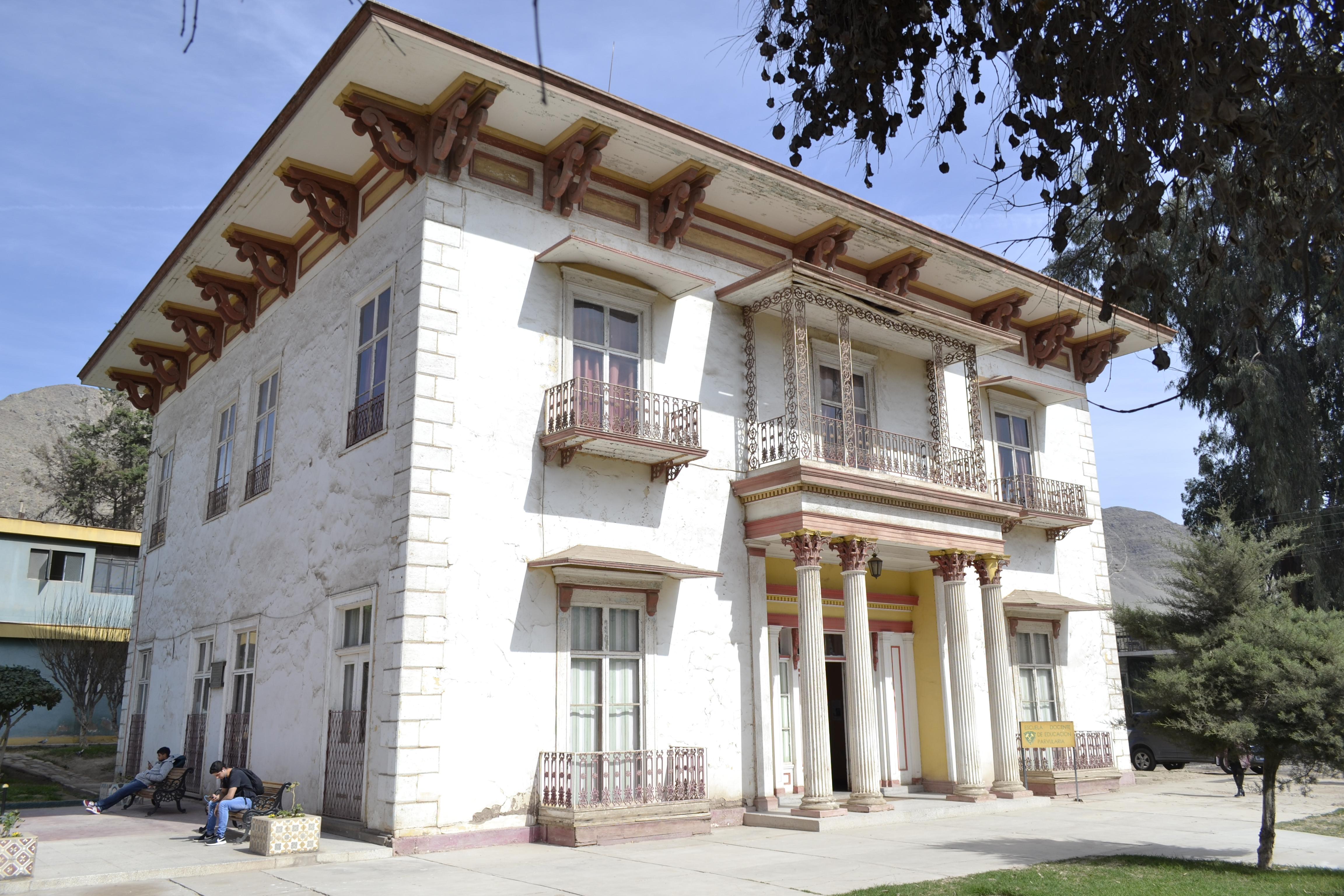
Villa Viña de Cristo en agosto de 2017

Como consecuencia del auge económico, se levantaron diversos edificios públicos y privados que aportaron elegancia y modernidad a la ciudad. Uno de estos edificios fue la Viña de Cristo, residencia de Apolinario Soto, propietario de la mina de plata de Tres Puntas. 
considerada la más elegante de la época en Copiapó, fue construida en 1860 con materiales importados y siguiendo una mezcla de estilos que incluye elementos del georgiano del sur de Estados Unidos con neoclásico italiano. El edificio original contaba con dos alas laterales rodeadas de columnas dóricas y un mirador central superior. La construcción fue realizada en pino Oregón y tabiquería de cañas de Guayaquil y barro. El interior fue decorado con ornamentos y mobiliario importado desde Estados Unidos.
Contaba con dos alas laterales rodeadas de columnas dóricas que definían el perímetro de la propiedad, y que fueron demolidas cerca de 1958 para la construcción de la Ruta 5. 
En 1950 el Estado de Chile compró la propiedad y la destinó en 1953 como sede de la Escuela Normal Rómulo Peña de Copiapó, función que desempeñó hasta 1973.  
declarada Monumentos históricos nacional en 1981, con una extensión de quince a veinte cuadras, tenía una gran producción de uva y de vinos y chicha para los mercados del norte. La viña de Cristo pertenece hoy a la Universidad de Atacama y corresponde a una serie de construcciones lujosas nacidas a mitad del siglo XIX producto de la minería de plata de Chañarcillo y Tres Puntas. 
En 2020 se aprobó un proyecto de restauración por parte del Gobierno Regional de Atacama, que buscará destinar el edificio para salas de conferencias, de exposiciones y oficinas de reuniones.